# Quillajaceae
Quillajaceae — родина квіткових рослин. Містить лише два сучасні види, Quillaja brasiliensis і Quillaja saponaria, і один викопний вид, Dakotanthus cordiformis.